# Sugoi Japan Award
Sugoi Japan Award (яп. すごいジャパンアワード Сугои дзяпан ава:до, Премия «Великолепная Япония») — японская премия, учреждённая газетой «Ёмиури симбун» в 2014 году. Присуждалась в четырёх категориях произведений японской культуры: манга, аниме, ранобэ и развлекательный роман. Всего было проведено три церемонии награждения в 2015, 2016 и 2017 годах. Победители определялись по результатам голосования пользователей и экспертов на официальном сайте премии.

## Победители и финалисты

### 2015 год
Онлайн-голосование стартовало 1 октября 2014 года. В список номинантов попали в общем счёте 203 работы, выпущенных с 2005 года. Результаты голосования были объявлены 12 марта 2015 года, при этом аниме Mahou Shoujo Madoka Magica награждена Гран-при.
| Премия манги - 1-е место: «Атака на титанов» (автор: Хадзимэ Исаяма) - 2-е место: Silver Spoon (автор: Хирому Аракава) - 3-е место: Haikyu!! (автор: Харуити Фурудатэ) - 4-е место: Sangatsu no Lion (автор: Тика Умино) - 5-е место: Space Brothers (автор: Тюя Кояма)                                                       | Премия аниме - 1-е место: Mahou Shoujo Madoka Magica (гран-при) - 2-е место: Tiger & Bunny - 3-е место: Code Geass - 4-е место: The Idolmaster - 5-е место: Love Live! |
| Премия ранобэ - 1-е место: My Youth Romantic Comedy Is Wrong, As I Expected (автор: Ватару Ватари) - 2-е место: Sword Art Online (автор: Рэки Кавахара) - 3-е место: «Волчица и пряности» (автор: Исуна Хасэкура) - 4-е место: «Без игры жизни нет» (автор: Ю Камия) - 5-е место: Humanity Has Declined (автор: Ромэо Танака) | Премия развлекательному роману - 1-е место: Toshokan Sensou (автор: Хиро Арикава) - 2-е место: From the New World (автор: Юсукэ Киси) - 3-е место: The Night Is Short, Walk on Girl (автор: Томихико Морими) - 4-е место: Tenchi Meisatsu (автор: То Убуката) - 5-е место: Kokuhaku (автор: Канаэ Минато) |

### 2016 год
Голосование стартовало 16 ноября 2015 года. В общем счёте номинированы 92 работы. Произведения в категориях «манга», «ранобэ» и «развлекательный роман» были отобраны из числа работ, выпущенных в период с 1 января 2012 года по 31 июля 2015 года; категория «аниме» — из работ, выпущенных с 1 июля 2014 года. Результаты были объявлены 22 марта 2016 года.
| Премия манги - 1-е место: «Ванпанчмен» (авторы: ONE и Юсукэ Мурата) - 2-е место: «Токийский гуль» (автор: Суи Исида) - 3-е место: Haikyu!! (автор: Харуити Фурудатэ) - 4-е место: Twittering Birds Never Fly (автор: Ёнэда Ко) - 5-е место: Monster Musume (автор: Окаядо)                                                            | Премия аниме - 1-е место: «Твоя апрельская ложь» - 2-е место: Shirobako - 3-е место: My Youth Romantic Comedy Is Wrong, As I Expected (2 сезон) - 4-е место: Monthly Girls’ Nozaki-kun - 5-е место: Psycho-Pass: The Movie                                                             |
| Премия ранобэ - 1-е место: Is It Wrong to Try to Pick Up Girls in a Dungeon? (автор: Фудзино Омори) - 2-е место: Saekano: How to Raise a Boring Girlfriend (автор: Фумиаки Маруто) - 3-е место: Amagi Brilliant Park (автор: Сёдзи Гато) - 4-е место: Overlord (автор: Куганэ Маруяма) - 5-е место: Shimoseka (автор: Хиротака Акаги) | Премия развлекательному роману - 1-е место: Shisha no Teikoku (авторы: Кэйкаку Ито и То Эндзё) - 2-е место: Kaidan Shima (автор: Ютака Коно) - 3-е место: Arisu Koroshi (автор: Ясуми Кобаяси) - 4-е место: Mangan (автор: Хонобу Ёнэдзава) - 5-е место: Beatless (автор: Сатоси Хасэ) |

### 2017 год
Голосование стартовало 16 ноября 2016 года. На этот раз номинировано 80 работ. Как и в прошлом году, произведения в категориях «манга», «ранобэ» и «развлекательный роман» были отобраны из числа работ, выпущенных за три с половиной года (1 января 2013 года — 31 июля 2016 года) и категория «аниме» — за год (с 1 июля 2015 года). Результаты были объявлены 16 марта 2017 года.
| Премия манги - 1-е место: «Моя геройская академия» (автор: Кохэй Хорикоси) - 2-е место: Golden Kamuy (автор: Сатору Нода) - 3-е место: Ten Count (автор: Рихито Такарай) - 4-е место: Dagashi Kashi (автор: Котояма) - 5-е место: «Невеста чародея» (автор: Корэ Ямадзаки)                                                                | Премия аниме - 1-е место: «Re:Zero. Жизнь с нуля в альтернативном мире» - 2-е место: «Город, в котором меня нет» - 3-е место: Joker Game - 4-е место: «Ванпанчмен» - 5-е место: JoJo’s Bizarre Adventure: Diamond Is Unbreakable                                                                                               |
| Премия ранобэ - 1-е место: «Re:Zero. Жизнь с нуля в альтернативном мире» (автор: Таппэй Нагацуки) - 2-е место: «Да благословят боги этот прекрасный мир!» (автор: Нацумэ Акацуки) - 3-е место: Yes, No, or Maybe? (автор: Мити Итихо) - 4-е место: Qualidea Code (автор: Speakeasy) - 5-е место: Kamisama no Goyounin (автор: Нацу Асаба) | Премия развлекательному роману - 1-е место: «Твоё имя» (автор: Макото Синкай) - 2-е место: Danganronpa: Kirigiri (автор: Такэкуни Китаяма) - 3-е место: «Человек-комбини» (автор: Саяка Мурата) - 4-е место: Shinjitsu no 10-Meter Temae (автор: Хонобу Ёнэдзава) - 5-е место: Hitsuji to Hagane no Mori (автор: Нацу Миясита) |